# AciD FLavoR
AciD FLavoR（アシッドフレーバー）は日本の男性4人組のロックバンド。

## メンバー
Tei（Bass）
3月17日生まれ。
パソコン関係に詳しく、解散後の現在でも、SHIGERUのパソコンにトラブルがあると対処を教えているらしい。
SHIGERU（Vocal）
2月1日生まれ。
当初はギター担当だった。解散後の現在は、並行して活動していた「plus-class」を主軸に、「御眼鏡」で活動する傍ら、「Sherry...」というバンドのサポートギタリストとしても活動していたが、2011年8月半ばから9月にかけて主な活動を休止。その後、「plus-class」とソロでの活動を再開した。
また、「ときめきメモリアル Girl's Side 3rd Story」の主題歌を男性デュオ「PRIMROSE」として担当する。
Taiju（Drums）
2月10日生まれ。
Ryo（7st Guitar & Vocal）
2月24日生まれ。
主な作詞作曲を担当していた。ヨーロッパのインディーズレーベルで「Ryo Fujimura」としてソロデビューしている。

## 略歴
- 2000年2月にRyo・Teiを中心とした5人組で結成。その後メンバーの脱退を経て、2003年に現DrumsのTaijuが加わり今のメンバーとなる。
- 2006年2月にシングル「Higher&higher」でメジャーデビュー。
- 2008年7月、フランス・パリで開催されたJapan Expo 2008にゲスト参加。
- 2010年春バンド解散が決定、5月にラストライヴが行われた。

## ディスコグラフィ

### シングル
1. Higher & higher
  - 2006年2月8日発売（インターチャネル）

  1. Higher & higher
    - PS2ゲーム「乙女的恋革命★ラブレボ!!」オープニング主題歌

  2. SAKURA
    - PS2ゲーム「乙女的恋革命★ラブレボ!!」挿入歌

  3. Higher & higher（instrumental）
  4. SAKURA（instrumental）
2. ENISHI/Beside You
  - 2007年3月21日発売（ウェブクウ）

  1. ENISHI
    - PS2ゲーム「少年陰陽師 翼よいま、天へ還れ」オープニング主題歌

  2. Beside You
    - PS2ゲーム「少年陰陽師 翼よいま、天へ還れ」エンディング主題歌

  3. ENISHI（instrumental）
  4. Beside You（instrumental）
3. FEELING
  - 2008年10月31日発売（5pb.）

  1. FEELING
    - テレビアニメ「伯爵と妖精」オープニング主題歌

  2. Eyes on you
    - PS2ゲーム「伯爵と妖精〜夢と絆に想いを馳せて〜」エンディング主題歌

  3. FEELING（instrumental）
  4. Eyes on you（instrumental）

### アルバム
1. SpeeD-BALL
  - 2006年5月17日発売（ウェブクウ）

  1. Trippin' Out
  2. Don’t Wanna Say
  3. Round & round
    - ゲーム「アラビアンズ・ロスト」エンディング主題歌

  4. Shoreline Blue
    - コーラス参加：高城元気

  5. Across the Sky
    - グリコPOsCAMオフィシャルソング

  6. Stare
  7. Mirage
    - ゲーム「アラビアンズ・ロスト」オープニング主題歌

  8. 10-years AFTER
2. Next Story
  - 2008年2月27日発売（ウェブクウ）

  1. Gives You Wings
    - Webラジオ「Radio Freaks!!」オープニング主題歌

  2. ENISHI（Album Mix）
  3. AKA-TSUKI
    - ゲーム「ラブミーテンダー〜今宵Barアルバで〜」オープニング主題歌

  4. Primary Blame
    - Webラジオ「Radio Freaks!!」エンディング主題歌

  5. Blackleg
  6. Next Story
    - PCゲーム「メイド★はじめました〜ご主人様のお世話いたします♥」エンディング主題歌

  7. Evolve
    - PCゲーム「メイド★はじめました〜ご主人様のお世話いたします♥」オープニング主題歌

  8. Burn Out
  9. Still I like you
3. AciD FLavoR BEST
  - 2009年6月17日発売（ティームエンタテインメント）

  1. Higher & higher
  2. SAKURA
  3. Mirage
  4. Round & round
  5. ENISHI
  6. AKA-TSUKI
  7. Evolve
  8. Next Story
  9. FEELING
  10. Eyes on you
  11. ADABANA
    - ゲーム「花陰 -堕ちた蜜華-」エンディング主題歌

  12. Astronotes

## 出演

### ラジオ
- ラジオ アラビアンズ・ロスト（SHIGERUのみ）
- Radio Freaks!!（メンバー全員によるインターネットラジオ）
- 情報アキハバラエティ はばラヂ（2008年9月25日　第130回ゲスト）

### テレビ
- 熱唱オンエアバトル（NHK総合）戦績2勝1敗　最高397KB